# Neobolusia tysonii
Neobolusia tysonii là một loài thực vật có hoa trong họ Lan. Loài này được (Bolus) Schltr. mô tả khoa học đầu tiên năm 1895.